# Beusdals Pannhaus
Beusdals Pannhaus, auch Beusdals Hof, war ein Gut im Dürener Stadtteil Gürzenich.
Bis 1479 waren die Schellart von Obbendorf nicht Alleinbesitzer von Gürzenich. Die von Linzenich beanspruchten die halbe Herrlichkeit Gürzenich. Nachdem die Linie derer von Linzenich ausgestorben war, wurde Dederich von Beusdal durch Einheirat Besitzer des Linzenicher Gutes, der seitdem als Beudals Pannhaus oder Gut Beusdal bezeichnet wurde. Pannhaus könnte davon abgeleitet sein, dass es dort eine Braupfanne, also eine Brauerei gab.
Als folgende Besitzerin des Pannhauses wird 1606 Johanna von Breusdal, die Witwe von Franz von Breusdals, erwähnt. 1613 heiratete Walram Schellart von Obbendorf, Herr zu Schinnen, Maria Hoen von Cartils, die das Pannhaus mit in die Ehe brachte. Im 17. Jahrhundert waren die Nachkommen von Walram, nämlich Johann Friedrich, Adam Franz und Reiner Theobald Eigentümer des Hauses. Zu dieser Zeit war das Pannhaus eine Gaststätte mit Ausschank. Später wird nichts mehr von dem Haus bekannt. Möglicherweise war es identisch mit dem zweigeschossigen Barockbau, der Levert genannt wurde, und wegen Baufälligkeit abgebrochen werden musste. Es gibt eine Straße Im Levert im Ort. Der damalige Standort des Pannhauses ist nicht mehr bekannt.